# Liste der Mitglieder der American Academy of Arts and Sciences/1907
Im Jahr 1907 wählte die American Academy of Arts and Sciences 10 Personen zu ihren Mitgliedern.

## Neu gewählte Mitglieder
- Gregory Paul Baxter (1876–1953)
- Hermann Alexander Diels (1848–1922)
- Edward Henry Hall (1831–1912)
- William Coolidge Lane (1859–1931)
- James Flack Norris (1871–1940)
- Charles Ladd Norton (1870–1939)
- George Washington Pierce (1872–1956)
- Magnus Gustaf Retzius (1842–1919)
- William Zebina Ripley (1867–1941)
- William Hultz Walker (1869–1934)